# بارکلی (نیوجرسی)
بارکلی (به انگلیسی: Barclay) یک منطقهٔ مسکونی در ایالات متحده آمریکا است که در شهرستان کمدن، نیوجرسی واقع شده‌است. بارکلی ۴٫۲۹۷ کیلومتر مربع مساحت و ۴٬۴۲۸ نفر جمعیت دارد و ۱۳ متر بالاتر از سطح دریا واقع شده‌است.